# Acropyga moluccana
Acropyga moluccana är en myrart som beskrevs av Mayr 1879. Acropyga moluccana ingår i släktet Acropyga och familjen myror.

## Underarter
Arten delas in i följande underarter:
- A. m. moluccana
- A. m. mysolensis
- A. m. occipitalis
- A. m. opaca
- A. m. papuana